# Motuopao Island
Motuopao Island ist eine Insel vor der Aupōuri Peninsula in der Region Northland auf der Nordinsel Neuseelands. Sie befindet sich etwa 300 Meter nordwestlich des westlichsten Punkt des Festlands der Nordinsel, Cape Maria van Diemen. Die Insel ist etwa 1100 Meter lang und 600 Meter breit. Die Insel erreicht im Norden mit 110 Meter ihren höchsten Punkt, der Standort des Leuchtturmes Motuopo Lighthouse war.
Bis zum Jahr 1939 gab es auf Motuopao Island einen inzwischen aufgegebenen Leuchtturm, der vor allem bei starkem Seegang nur schwer zu erreichen war. 1941 war der neue Leuchtturm am Cape Reinga / Te Rerenga Wairua mit vielen Teilen des alten Leuchtturms fertiggestellt und nahm im Mai des gleichen Jahres den Betrieb auf.